# Подложжя (Струго-Красненський район)
Подложжя (рос. Подложье) — присілок в Струго-Красненському районі Псковської області Російської Федерації.
Населення становить 58 осіб. Входить до складу муніципального утворення Новосельська волость.

## Історія
Від 2015 року входить до складу муніципального утворення Новосельська волость.

## Населення
| 2001 | 2002 | 2010 | 2011 |
| ---- | ---- | ---- | ---- |
| 59   | ↗70  | ↘39  | ↗58  |